# Секст Юлій Африкан
Секст Юлій Африкан (лат. Sextus Julius Africanus; 160/170 — близько 240) — християнський письменник, вчений часів Римської імперії.

## Життєпис
Про родину немає відомостей. Народився у місті Єрусалим (Палестина). Здобув гарну освіту, знав латину, давньогрецьку, іврит. З часом перебрався до м. Емаус. Очолював посольства від цього міста до імператора Септимія Севера. Був у гарних стосунках з Абгаром IX, царем Осроени, філософом Бардесаном.
У 221 році в Александрії Єгипетській слухав лекції Іракла Олександрійського, був знайомий з християнським теологом Орігеном. Зрештою сам став християнином. Потім служив, 222 року перебував у почті імператора Олександра Севера, за дорученням якого впорядкував бібліотеку в Пантеоні. Потім супроводжував Севера під час походу проти Парфії. Надалі повернувся до Еммауса. Помер близько 240 року.

## Творчість
Створював праці грецькою мовою. Найзначнішим твором є «Хроніки» (Chronographiai) з 5 томів, де він розташував у хронологічному порядку дати біблійної та політичної історії від створення світу до 221 року. Цей твір використовували Євсевій та інші християнські історики.
Твір «Візерунки» (Kestoi) було присвячено імператору Александру Северу. Він містить у собі безліч відомостей з різних областей знання, проте більшою мірою це стосується природничих наук і військової тактики.
Збереглося 2 листи Секста Юлія Африкана до Орігена і до Арістида.